# ظاهرآباد (کیشکور)
ظاهرآباد روستایی در دهستان کیشکور بخش کیشکور شهرستان سرباز استان سیستان و بلوچستان ایران است.

## جمعیت
بر پایه سرشماری عمومی نفوس و مسکن در سال ۱۳۹۵ جمعیت این روستا ۲۰۰ نفر (۴۹خانوار) بوده‌است.